# 1289 en santé et médecine
| Années de la santé et de la médecine : 1286 - 1287 - 1288 - 1289 - 1290 - 1291 - 1292    |
| Décennies de la santé et de la médecine : 1250 - 1260 - 1270 - 1280 - 1290 - 1300 - 1310 |

Cet article présente les faits marquants de l'année 1289 en santé et médecine.

## Événements

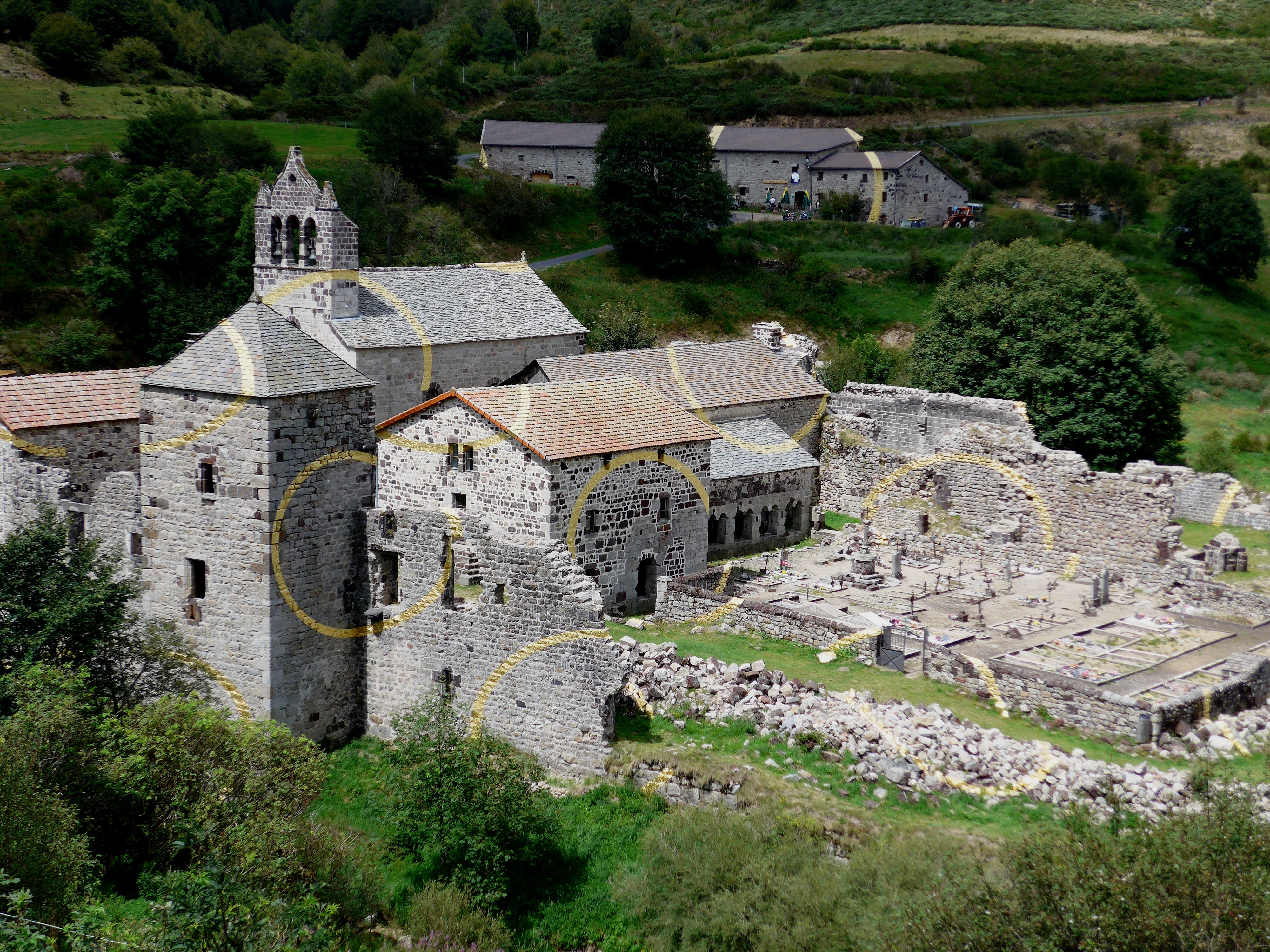

- Le pape Nicolas IV, par la bulle Quia sapientia, réunit les écoles de médecine, de droit et des arts de Montpellier en un studium generale, mais dans les faits, l'université des médecins restera toujours indépendante[2].

- Fondation des léproseries de Bouvignes, dans le comté de Namur, et de Fosses, dans la principauté de Liège[3].
- Un hôtel-Dieu ou hôpital est attesté à Moulins, en Nivernais[4].
- À Genève, un hôpital est attesté au Bourg-de-Four, un autre, de pèlerins, à Saint-Léger[5].
- La congregatio devotorum, connue plus tard sous le nom de confraternité de Santa Maria della Vita, fonde un hôpital à Bologne[6].
- Refondation de St. John Hospital à Winchester, capitale du Hampshire[7].
- Alphonse III, roi d'Aragon, « ordonne que les médecins [de Valence] ne pourront pratiquer leur art qu'après avoir été examinés par un jury d'officiers municipaux compétents et de confrères à la réputation établie […], acte imité d'un autre décret, touchant les avocats[8] ».
- Le pape Nicolas IV autorise l'hôtel-Dieu de Bayeux à percevoir un « denier à Dieu » sur toutes les marchandises vendues et achetées dans la ville « ad opus pauperum » (« pour les pauvres », tant passants, qui séjournent une nuit, que malades, logés en permanence[9]).
- 1289-1358 : le poste d'« infirmarius » est attesté à l'abbaye de Mazan, en Vivarais, ce qui laisse penser qu'on y pratique, au moins pendant cette période, un accueil proprement « hospitalier » plutôt que simplement « hôtelier » au sens moderne de ces mots[10].

## Personnalités
- Fl. Bertrand de Armacanicis, docteur en médecine à Montpellier[11],[12], Jean, barbier parisien[11], et Raoul de Restienia, barbier et bourgeois de Bordeaux[13].
- 1289-1295 : fl. Jean Passavant, professeur de médecine à  Paris, protecteur de Lanfranc de Milan en 1295[13].
- 1289-1310 : fl. Jean de Maurjana, médecin au service d'Amédée V, comte de Savoie[13].
- Vers 1289-1322 : fl. Jean de Monasterio, professeur de médecine à Paris[13].

## Décès
- Avant le 1er mars : Jacques de Pruvino, médecin, frère du clerc Guillaume de Pruvino[11].